# Nağaybäk
I Nağaybäk (in russo Нагайбаки?, Nağaybäklär) conosciuti anche come i cosacchi tartari, sono un gruppo etnico indigeno della Russia.

## Lingua
La lingua nağaybäk è un dialetto della lingua tatara.

## Caratteristiche
I Nağaybäk si considerano come un gruppo etnico separato mentre i popoli vicini li considerano parte dell'etnia tatara.

## Storia
Le loro origini non sono chiare. Secondo una delle teorie, essi sono originari del gruppo Nogai. Secondo altri, un tempo erano baschiri soggiogati da un beg ("nobile") chiamato Nağay. E ancora sarebbero un gruppo finno-ugrico "tatarizzato" nel periodo del Khanato di Kazan.
La teoria più popolare, comunque, è quella che vede i Nağaybäk come appartenenti alla classe dei servi dei Tatari del Khanato di Kazan, forzatamente battezzati da Ivan IV e trasferiti ai confini dell'impero, nelle zone occupate dai popoli nomadi baschiri e kazaki.
I Nağaybäk adottarono poi molti usi e costumi cosacchi e per questo sono stati spesso descritti come Cosacchi Tartari (o Cosacchi Tatari). Gli uomini dei Nağaybäk, tra l'altro, vestivano in maniera molto simile ai Cosacchi.